# 真衣野牧
真衣野牧（まきののまき）は、甲斐国の御牧（勅旨牧）。現在の山梨県北杜市武川町牧原付近に所在。「真木野」「真衣」「真野御馬・真木牧」（『小右記』）とも。
『和名類聚抄』は、律令制下の巨麻郡真衣郷に成立した牧であるし、「牧原」はその遺名であるという。一般的に集落と離れた周縁部に立地した牧の呼称には、設置された郷に「原」や「野」が付くことが多く、真衣野牧も真衣郷に近在する牧であると考えられている。一帯は甲斐駒ヶ岳をはじめとする高山が連なり、なだらかな高原台地に釜無川支流の諸河川が流れ、牧の立地に適した地形を形成している。
真衣郷の中心地は不明であるが、北杜市武川町三吹の宮間田遺跡からは「牧」字の墨書土器が出土しており、武川町牧原から北杜市白州町にかけての釜無川右岸地域に所在した可能性が考えられている。
古代甲斐国は「甲斐の黒駒」と称される名馬の産地として知られ、馬の生育地である牧が多く設置された。天平宝字8年（764年）、藤原仲麻呂の乱を契機に中央では内厩寮を設置して軍用馬の確保をはかり、内厩寮に付属して各地で御牧が設置された。のちに内厩寮は廃止され、御牧は左馬寮・右馬寮の管轄となる。牧は私牧化して荘園に発展する例もあるが、鎌倉時代には『吾妻鏡』建久5年（1194年）3月13日条に拠れば甲斐の武河牧の駒8疋が鎌倉の源頼朝のものへ送られたと記され、真衣野の後身をこの武河牧とする説もある。
『延喜式』に拠れば、真衣野牧は穂坂牧・柏前牧とともに甲斐の三御牧のひとつで、いずれも渡来人の多く集住した甲斐東部の巨摩郡に設置されている。真衣野牧は柏前牧（北杜市高根町）とともに毎年30疋を貢馬し、8月7日が宮中において馬を披露する駒牽日と定められていたという。『本朝世紀』天慶元年（938年）8月7日条に拠れば貢進初見年は柏前牧と同じ天慶元年であるが、同年条には前々年にも駒牽が行われていたとされ、それ以前に遡る可能性が考えられている。終見年の寛治元年（1087年）まで貢馬数は15回を数える。
真衣野牧の駒牽に関する記事は11世紀を終期とし、東国では平安中期に平将門の乱や平忠常の乱を契機として牧は衰微したと考えられているが、中世には『吾妻鏡』建久5年（1194年）3月13日条に記される「甲斐国武河御牧」が真衣野牧の後身である可能性が指摘されており、宮間田遺跡では13世紀前半代の山茶碗が出土している。